# Deutsche Stiftung Denkmalschutz
Die Deutsche Stiftung Denkmalschutz (DSD) ist eine deutsche Stiftung, die sich die Bewahrung von Kulturdenkmalen und die Werbung für den Gedanken des Denkmalschutzes zur Aufgabe gemacht hat. Es ist die größte private Organisation für Denkmalpflege in Deutschland. Sie setzt sich für den Erhalt bedrohter Baudenkmale ein, unternimmt Notfall-Rettungen gefährdeter Denkmale und führt jährlich die bundesweite Aktion „Tag des offenen Denkmals“ durch.
Die DSD hat seit 2010 ihren Hauptsitz in der ehemaligen Bayerischen Landesvertretung in Bonn. Ein weiterer Sitz befindet sich im Nicolaihaus in Berlin. Das Motto der Stiftung lautet Wir bauen auf Kultur. Die Stiftung steht unter der Schirmherrschaft von Bundespräsident Frank-Walter Steinmeier.

## Geschichte

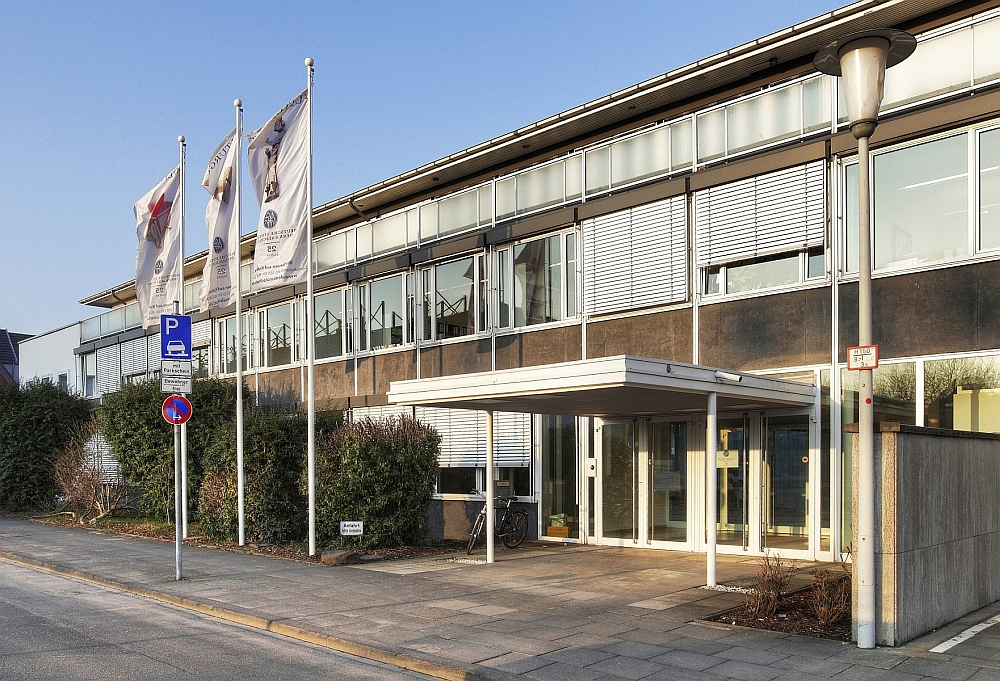
Geschäftsstelle der Deutschen Stiftung Denkmalschutz in der Schlegelstraße in Bonn (2011)

Die Deutsche Stiftung Denkmalschutz wurde 1985 nach dem Vorbild des National Trust in Großbritannien im Schloss Gracht bei Bonn gegründet. Festredner der Gründungsveranstaltung war der ZDF-Intendant und Philosoph Karl Holzamer.
Seitdem steht sie unter der Schirmherrschaft des jeweiligen Bundespräsidenten. Durch die Wende in der DDR im Jahr 1989 stand die noch recht junge Stiftung vor einer großen Aufgabe, da speziell im Osten der später vereinten Republik viele Gebäude vom Verfall bedroht waren.
Die Zahl der Förderer, sowohl Privatpersonen als auch Unternehmen, beläuft sich auf über 200.000. Die Deutsche Stiftung Denkmalschutz hat die denkmalgerechte Restaurierung von rund 7.500 Denkmalen gefördert. Insgesamt konnten seit der Gründung mehr als eine drei viertel Milliarde Euro für Förderprojekte bereitgestellt werden. Über 85 Ortskuratorien unterstützen durch ihre ehrenamtliche Arbeit die Ziele der Stiftung vor Ort.
Dem langjährigen früheren Vorstandsvorsitzenden der Stiftung, Gottfried Kiesow, der auch Kuratoriumsmitglied der Deutschen Stiftung Welterbe war, wurden zahlreiche Ehrenbürgerschaften und Auszeichnungen in Würdigung seines Einsatzes und der Arbeit der Stiftung für den Erhalt historischer Bauwerke verliehen.
Gottfried Kiesow, Gründer der DSD und von 1994 bis 2010 Vorsitzender des Vorstands, war bis zu seinem Tod im Jahr 2011 Vorsitzender des Kuratoriums der Stiftung in der Nachfolge von Bernhard Servatius. Von Anfang 2011 bis 2014 war Rosemarie Wilcken Vorstandsvorsitzende, die dann in den Stiftungsrat wechselte.
Am 17. April 2010 beging die DSD ihr 25-jähriges Jubiläum. Dies war u. a. Anlass für Rückschau, Bilanz und Standortbestimmung. Die DSD veröffentlichte eine Jubiläumsschrift.

## Gremien
Die Gremien der Deutschen Stiftung Denkmalschutz sind Vorstand, Stiftungsrat, Kuratorium und Wissenschaftliche Kommission.
Die laufenden Geschäfte der Stiftung unterliegen dem Vorstand, der dem Stiftungsrat verantwortlich ist. Der Vorstand besteht aus Steffen Skudelny und Lutz Heitmüller. Nach Abstimmung mit dem Vorstand legt ein Stiftungsrat die Strategie der Stiftung fest und überwacht und berät den Vorstand. Jörg Haspel ist Vorsitzender des Stiftungsrats und Frank Annuscheit stellvertretender Vorsitzender.
Andreas de Maizière ist Vorsitzender des Kuratoriums und Hans-Rudolf Meier der Vorsitzende der Wissenschaftlichen Kommission.

## Zielsetzung
Als größte Bürgerbewegung für den Denkmalschutz in Deutschland verfolgt die Stiftung zwei Ziele: zum einen die Erhaltung und Wiederherstellung bedeutsamer Kulturdenkmale in Deutschland zu fördern, zum anderen die Menschen auf die Notwendigkeit der Pflege von Denkmalen aufmerksam zu machen und zur aktiven Mithilfe zu bewegen.

### Bewahrung von Kulturdenkmalen
Es werden Projekte gefördert, die als Denkmal anerkannt sind und nachweislich als restaurierungswürdig gelten. Über die Vergabe der Mittel entscheidet die ehrenamtlich tätige Wissenschaftliche Kommission der Stiftung, wobei als Kriterien die nicht ausreichende Förderung durch staatliche Mittel oder die durch eine Förderung durch die Stiftung ermöglichten zusätzlichen öffentlichen Mittel gelten. Jährlich werden rund 600 Sanierungsprojekte bundesweit gefördert, insgesamt konnte die Stiftung bisher für rund 7.500 Denkmale Mittel zur Verfügung stellen (Stand 2017). Die Hilfe kam Bürgerhäusern, Kirchen und Schlössern ebenso zugute wie technischen Bauten, archäologischen Stätten, Garten- und Parkanlagen.

### Öffentlichkeitsarbeit für den Denkmalschutz

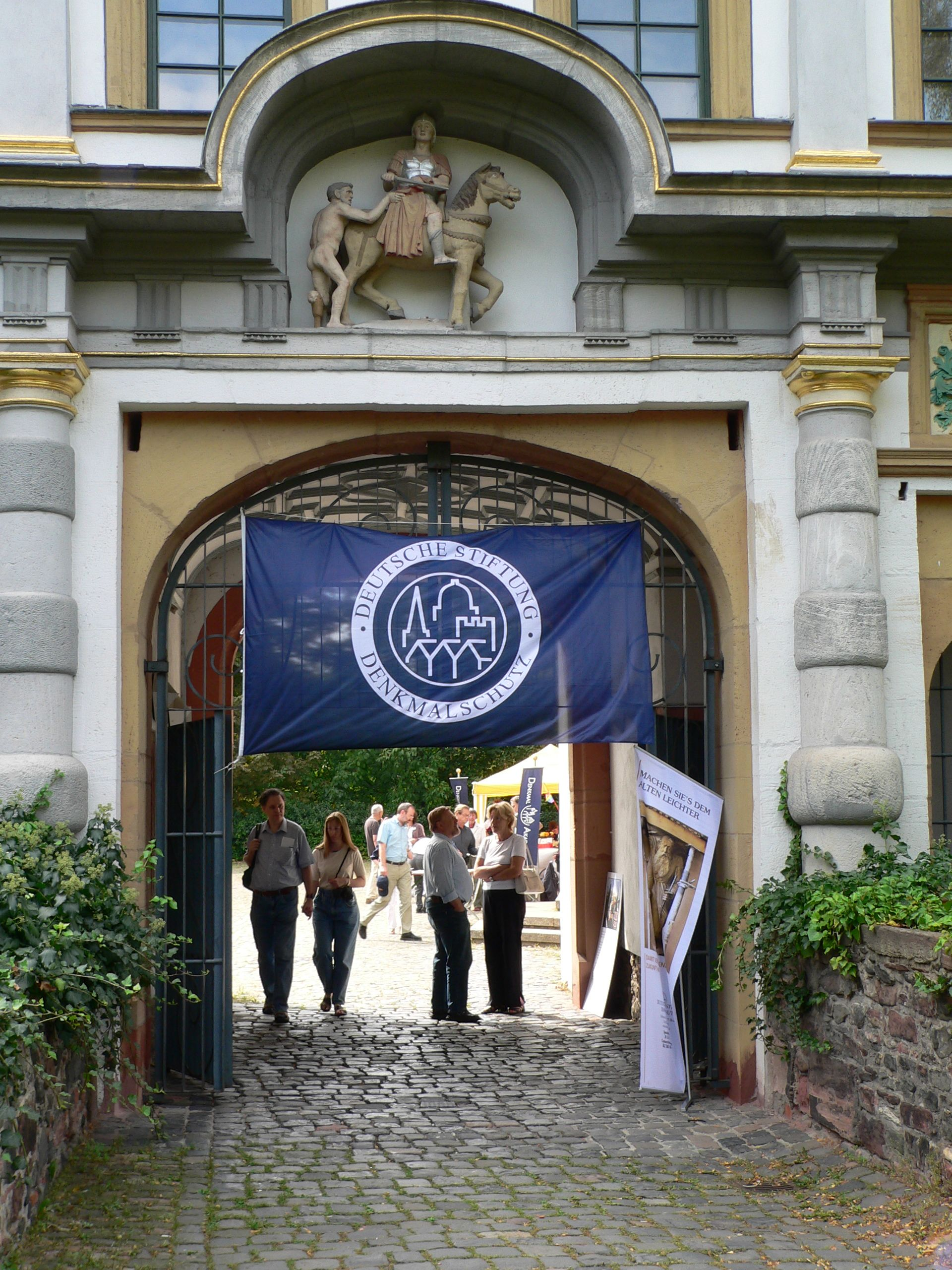
Tag des offenen Denkmals 2006 im Höchster Schloss

Durch gezielte Öffentlichkeitsarbeit sowie durch die von ihr herausgegebene Zeitschrift MONUMENTE – Magazin für Denkmalkultur (6 Ausgaben jährlich, Druckauflage: rund 166.000 Exemplare) versucht die Stiftung, dem Thema Denkmalschutz eine größere Aufmerksamkeit in der Bevölkerung zu verschaffen. Zu diesem Zweck wird auch jährlich am zweiten Septemberwochenende der Tag des offenen Denkmals bundesweit von ihr koordiniert. Seit Anfang 2005 gibt die Stiftung das Onlinemagazin Monumente Online heraus. Der Verlag der Stiftung Monumente Publikationen trägt durch die Veröffentlichung von Büchern, Spielen, Kalendern und Briefkarten zum Thema Denkmal zum Aufbau und zur Pflege der Förderergemeinde bei.
Zudem gibt es seit 1990 die Benefizkonzertreihe Grundton D, die der Deutschlandfunk mit der Deutschen Stiftung Denkmalschutz durchführt. Die hochrangigen Konzerte finden in hilfsbedürftigen Denkmalen statt, der Erlös aus den Konzerten fließt direkt in die Sanierungsmaßnahmen vor Ort.

### Schulen

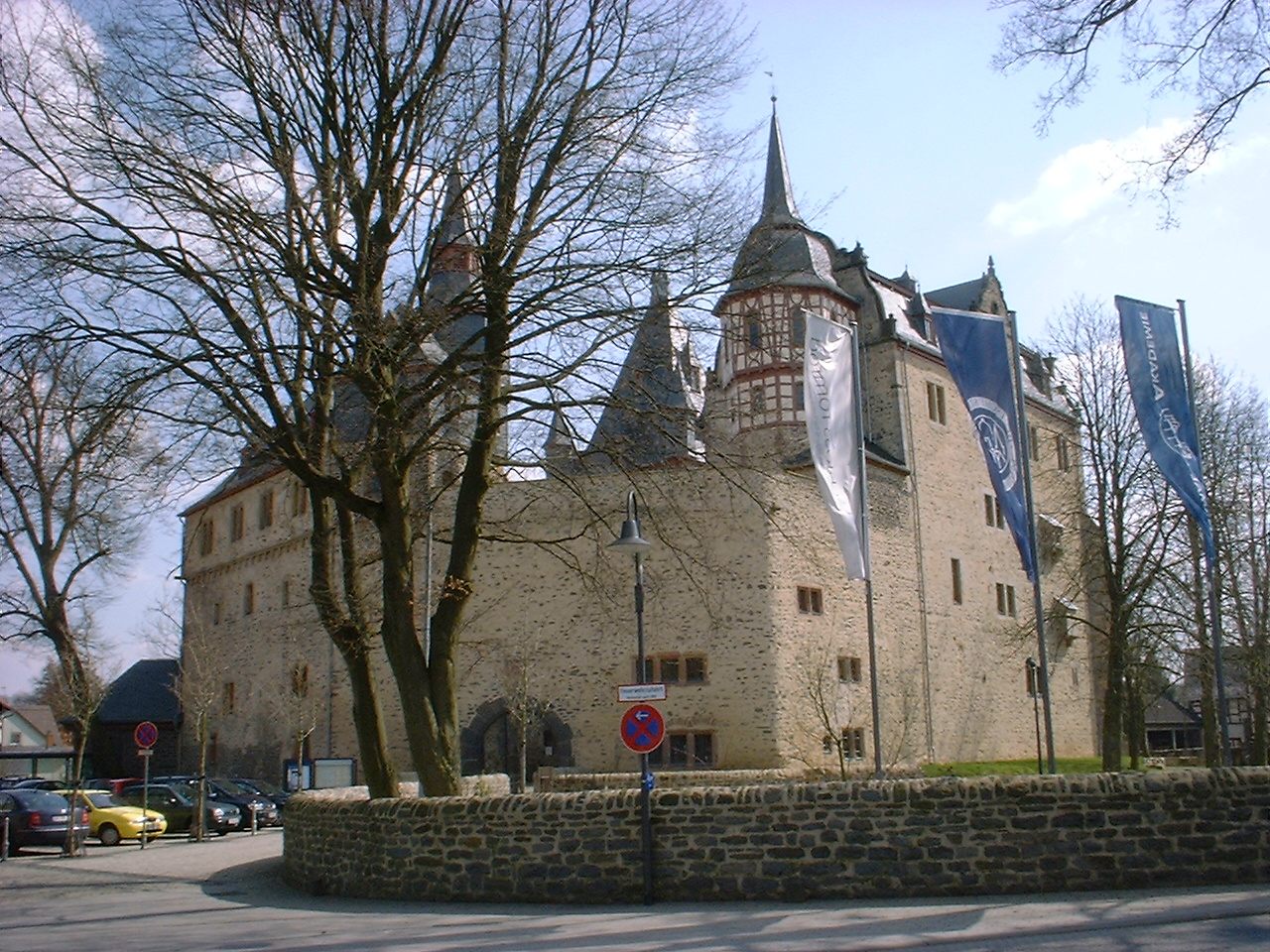
DenkmalAkademie im Schloss Romrod (2006)

Im Jahr 2002 rief die Deutsche Stiftung Denkmalschutz das Schulprogramm denkmal aktiv – Kulturerbe macht Schule ins Leben, das unter der Schirmherrschaft der Deutschen UNESCO-Kommission steht. Die Förderinitiative richtet sich an allgemein- und berufsbildende Schulen der Sekundarstufe I und II und an Grundschulen mit den Jahrgängen 5 und 6, außerdem an Einrichtungen der Lehreraus- und Fortbildung. Schulen, die an denkmal aktiv teilnehmen, werden von der Stiftung und ihren Partnern fachlich und koordinativ begleitet sowie finanziell unterstützt. Dabei setzten sich Schüler intensiv mit einem Kulturdenkmal im eigenen Lebensumfeld auseinander und bereiten die Ergebnisse medial auf.

### Jugendarbeit
Junge Erwachsene zwischen 16 und 26 Jahren können in den Jugendbauhütten in einem Freiwilligen Jahr in der Denkmalpflege praktisch und theoretisch an das Thema Denkmalpflege herangeführt werden. Dazu arbeiten sie in Betrieben und Einrichtungen, die in der Denkmalpflege tätig sind, und werden mit allen einschlägigen Themen vertraut gemacht.

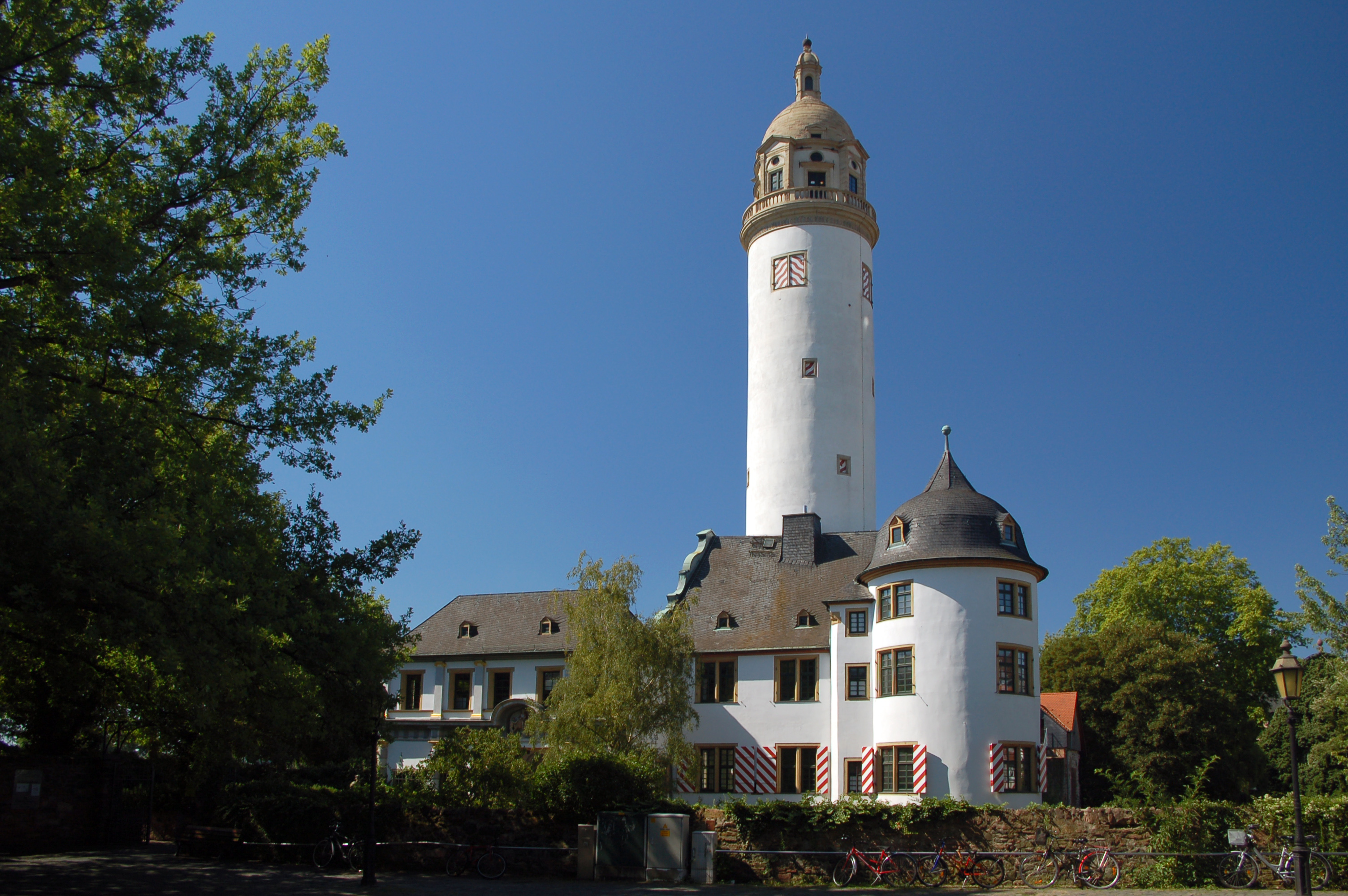
Museum der Stiftung im Höchster Schloß (2006)

Das zentrale Projekt Jugendbauhütten der DSD wurde im Jahr 1999 gegründet. Die erste Jugendbauhütte wurde in Quedlinburg mit Jugendlichen geplant und mit der Übernahme des „Linhard-Hauses“ realisiert. Inzwischen wurden diese Projekte auch in Brandenburg, wo die Jugendbauhütte ein kleines Fachwerkhaus und ein Seminarhaus im Kloster Heiligengrabe besitzt und in der Jugendbauhütte Sachsen-Görlitz, die mit dem Scharfrichterhaus (Görlitz) ebenfalls ein eigenes Seminar- und Unterkunftshaus hat, im Sinne „Der Hütte eine Hütte“ umgesetzt.
Die anderen Jugendbauhütten in Mecklenburg-Vorpommern/Stralsund (mit der mobilen Jugendbauhütte Wismar), Hamburg, NRW-Rheinland, NRW-Westfalen, Mühlhausen/Thüringen, Hessen-Marburg und Baden-Württemberg werden durch Geschäftsstellen betreut, die Einsatzstellen vermitteln. 2009 eröffneten drei weitere Jugendbauhütten in Regensburg, Stade und die Internationale Jugendbauhütte Gartendenkmalpflege mit Schwerpunkt auf dem Park von Schloss Altdöbern. Die Jugendbauhütte Lübeck nahm ihre Arbeit am 1. September 2011 auf. Sie wurde im Rahmen eines feierlichen Empfangs der Deutschen Stiftung Denkmalschutz im Lübecker Heiligen-Geist-Hospital am 30. März 2012 offiziell eröffnet. Im September 2020 öffnete die Internationale Jugendbauhütte Berlin.
Insgesamt werden durch die Jugendbauhütten jährlich zwischen 600 und 700 Jugendliche an Arbeitsbereiche und Themen der Denkmalpflege herangeführt.
Finanziert werden Jugendbauhütten zu einem großen Teil von der Deutschen Stiftung Denkmalschutz selbst, aber auch von anderen Stiftungen und Organisationen sowie von Bundesländern, Landschaftsverbänden (NRW) und Kommunen. Viele der Jugendlichen, die ein Freiwilliges Jahr in der Denkmalpflege in einer Jugendbauhütte hinter sich bringen, absolvieren anschließend ein Studium der Geschichte, der Kunstgeschichte oder eine entsprechende Handwerkerlehre.

### Fluthilfecamp
2023 und 2024 zogen 365 Jugendliche für 14 Tage in ein großes Zeltcamp an die Ahr. An rund 20 Denkmalen in acht Orten im Ahrtal legten die Freiwilligen, alle aktive oder ehemalige Teilnehmer der Jugendbauhütten, Hand an. In zwei Wochen wurden Fachwerkwände ausgemauert, Dachstühle gerichtet und Türen gestrichen. Die Motivation der Freiwilligen aus ganz Deutschland erklärt eine Teilnehmerin: 

„Die Dankbarkeit der Leute an der Ahr und die Erlebnisse in der großen Gemeinschaft machen das Camp einzigartig.“

36 fachmännische Anleiter standen hierbei den Jugendlichen zur Seite, um die Schäden der Flutkatastrophe 2021 zu lindern.

## Ortskuratorien
Die bundesweit mehr als 85 Ortskuratorien der Deutschen Stiftung Denkmalschutz organisieren Ausstellungen, Vorträge, Führungen und Konzerte, informieren über die Arbeit der Stiftung und unterstützen Denkmale durch Benefizveranstaltungen. Die über 500 ehrenamtlichen Mitglieder der Ortskuratorien leisten so einen bedeutenden Beitrag zur bundesweiten Stiftungstätigkeit der Deutschen Stiftung Denkmalschutz.

## Förderprojekte
Rund 600 Projekte fördert die Stiftung jährlich mit rund 20 Millionen Euro, ermöglicht durch die Spenden von über 200.000 Förderern.
Insgesamt konnte die Deutsche Stiftung Denkmalschutz bisher rund 7.500 Denkmale mit mehr als eine drei viertel Milliarde Euro in ganz Deutschland unterstützen.
Neben diesen geplanten Förderprojekten leistet die Stiftung auch schnelle und unbürokratische Nothilfen für akut gefährdete Denkmale – wie beispielsweise bei den letzten Hochwasserkatastrophen oder Brandfällen.

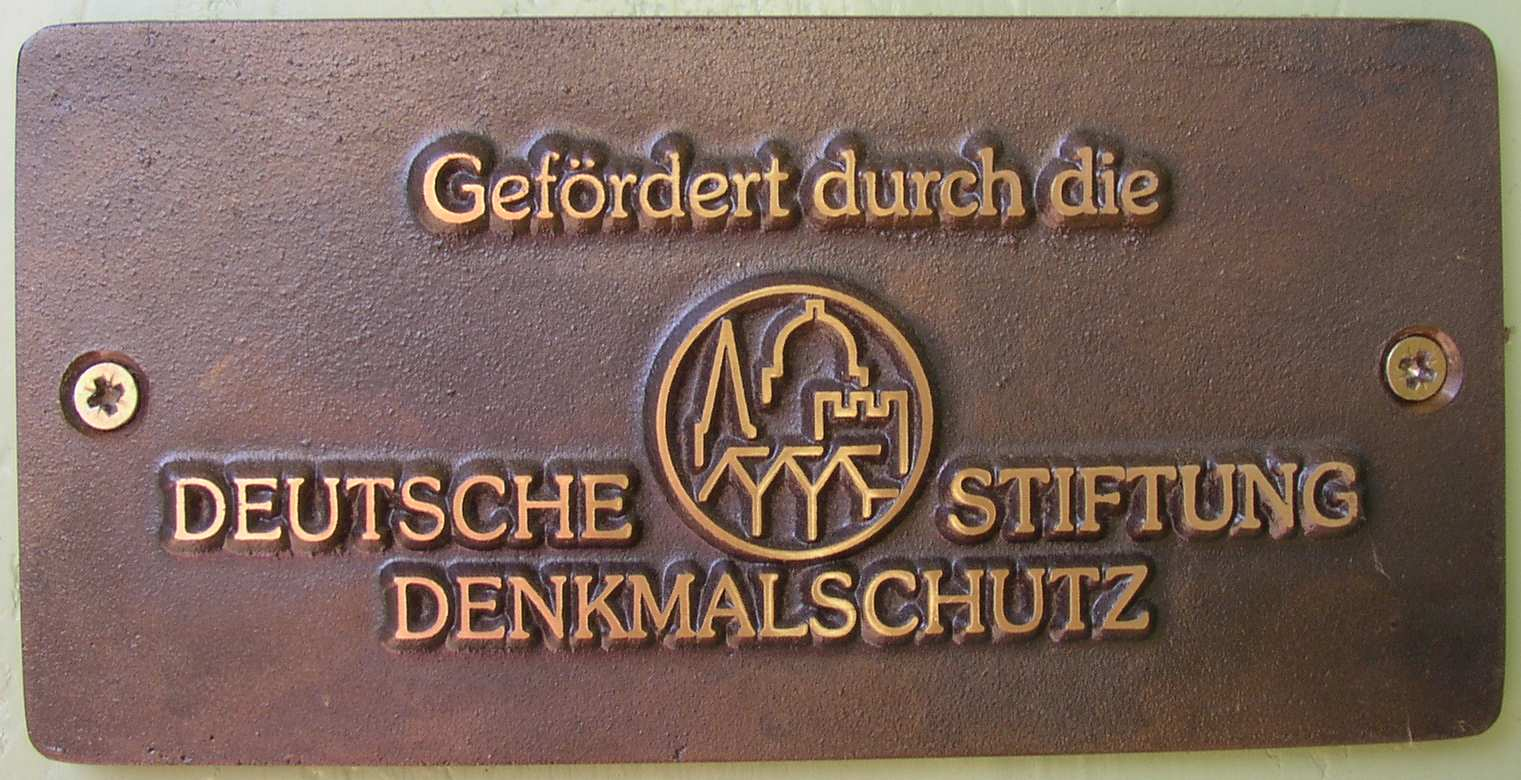
Plakette an Förderprojekten

Unter anderem wurden in den vergangenen Jahren folgende Denkmale gefördert:
- Ulmer Münster, Ulm, Baden-Württemberg
- Posseltslust, Heidelberg, Baden-Württemberg
- Steinerne Brücke, Regensburg, Bayern
- Glienicker Brücke, Potsdam, Brandenburg
- Kaiser-Wilhelm-Gedächtniskirche, Berlin
- Schulschiff Deutschland, Bremen
- Hauptkirche Sankt Michaelis (Hamburg), Hamburg
- Sprudelhof, Bad Nauheim, Hessen
- Schweriner Schloss, Schwerin, Mecklenburg-Vorpommern
- Roter Sand, Deutsche Bucht, Niedersachsen
- Aachener Dom, Aachen, Nordrhein-Westfalen
- Burg Eltz, Wierschem, Rheinland-Pfalz
- Völklinger Hütte, Völklingen, Saarland
- Frauenkirche (Dresden), Dresden, Sachsen
- Lukaskirche, Planitz, Sachsen
- Meisterhäuser Dessau, Dessau-Roßlau, Sachsen-Anhalt
- Holstentor, Lübeck, Schleswig-Holstein
- Wartburg, Eisenach, Thüringen
- Berliner Dom, Berlin

## Preise und Auszeichnungen
- Am 10. September 2006, dem Tag des offenen Denkmals 2006, wurde die Deutsche Stiftung Denkmalschutz als „Ort des Tages“ im Rahmen der Aktion „365 Orte im Land der Ideen“ der Initiative Deutschland – Land der Ideen gekürt.
- Seit 2015 hat das Deutsche Zentralinstitut für soziale Fragen (DZI) die Deutsche Stiftung Denkmalschutz mit seinem Gütesiegel für den seriösen Umgang mit Spenden ausgezeichnet.[15]
- Im Mai 2019 wurde die Stiftung mit dem Spendenzertifikat des Deutschen Spendenrats e. V. ausgezeichnet.[16]
- 2022 wurde die Wanderausstellung „Liebe oder Last?! Baustelle Denkmal“ der Deutschen Stiftung Denkmalschutz (DSD) mit dem Red Dot Design Award in der Kategorie Communication Design ausgezeichnet.[17]
- 2023 wurde die DSD als „Arbeitgeber der Zukunft“ vom Deutschen Innovationsinstitut für Nachhaltigkeit und Digitalisierung (DIIND)[18] ausgezeichnet.[19]
- 2023 gewinnt die Wanderausstellung „Liebe oder Last?! – Baustelle Denkmal“ der Deutschen Stiftung Denkmalschutz den German Design Award Spezial in der Kategorie Excellent Architecture – Fair and Exhibition.[20]
- 2023 Das Schulprogramm der DSD „denkmal aktiv – Kulturerbe macht Schule“ wird als TOP 20 Initiative in der Kategorie Lernorte ausgezeichnet.[21]
- Am 4. Juni 2024 konnte die DSD den renommierten „Deutschen Fundraising Preis“ entgegennehmen. Er wird vom Deutschen Fundraising Verband verliehen und gilt als die wichtigste Auszeichnung der Branche.[22]

## Kooperationen
Seit Juni 1992 präsentiert das ZDF in Zusammenarbeit mit der Deutschen Stiftung Denkmalschutz die Sendereihe Bürger, rettet Eure Städte. Regelmäßig werden historische Baudenkmale und Stadtensembles, die vom Zerfall bedroht sind, kurzfristig vorgestellt.
Seit 1990 veranstaltet der Deutschlandfunk (DLF) gemeinsam mit der Deutschen Stiftung Denkmalschutz die Benefiz-Konzertreihe Grundton D. Hierbei finden die Musikveranstaltungen in bedrohten Baudenkmalen der östlichen Bundesländer statt, deren Erlös dem Erhalt des jeweiligen Veranstaltungsortes zukommt.

## Publikationen
- Monumente. Magazin für Denkmalkultur in Deutschland. Bonn seit 1991, ISSN 0941-7125
- ReiseZeiten. Streifzüge durch die deutsche Kulturlandschaft. Bonn 1996, ISBN 3-9804890-2-7.
- Kurioses aus der Denkmallandschaft. 2 Bände. Bonn 1998–2006, DNB 97987565X
- Kulturgeschichte sehen lernen. 5 Bände. Bonn 2000–2011, ISBN 978-3-86795-052-7.
- Backsteingotik. Bonn 2000, ISBN 3-935208-00-6.
- Barock in Sachsen. Bonn 2000, ISBN 3-935208-01-4.
- Kulturerbe bewahren. Förderprojekte der Deutschen Stiftung Denkmalschutz. 3 Bände. Bonn 2001–2004, DNB 962193887
- Romanik in Sachsen-Anhalt. Bonn 2001, ISBN 978-3-935208-05-5.
- Das Palais Salfeldt. Ein bürgerliches Barockpalais in Quedlinburg. Bonn 2001, ISBN 978-3-935208-06-2.
- Denkmal aktiv – Kulturerbe macht Schule. Arbeitsblätter für den Unterricht. Bonn 2002, DNB 965700895
- Schloß Stolberg im Harz. Bonn 2003, ISBN 978-3-936942-43-9.
- Wismar und Stralsund. Welterbe. Bonn 2004, ISBN 978-3-936942-55-2.
- Quedlinburg. Welterbe. Bonn 2004, ISBN 978-3-936942-45-3.
- Friedrich der Große. König zwischen Pflicht und Neigung (Begleitband zur gleichnamigen Ausstellung vom 12. Juni bis 5. September 2004 in Bad Pyrmont). Bonn 2004, ISBN 978-3-936942-48-4.
- ZeitSchichten. Erkennen und erhalten – Denkmalpflege in Deutschland. 100 Jahre Handbuch der deutschen Kunstdenkmäler von Georg Dehio (Begleitband zur gleichnamigen Ausstellung vom 30. Juli bis 13. November 2005 im Residenzschloss Dresden). Deutscher Kunstverlag, Bonn 2005, ISBN 978-3-422-06497-3.
- Weimar. Welterbe. Bonn 2006, ISBN 978-3-936942-65-1.
- Oberes Mittelrheintal. Welterbe. Bonn 2006, ISBN 978-3-936942-76-7.
- Sternstunden – Kulturgeschichte(n) zur Weihnachtszeit. Bonn 2006, ISBN 978-3-936942-78-1.
- Trier. Welterbe. Bonn 2007, ISBN 978-3-936942-82-8.
- Backsteinbaukunst. Zur Denkmalkultur des Ostseeraums. 7 Bände. Bonn seit 2007, DNB 1024908003
- Frankfurt am Main. Bonn 2009, ISBN 978-3-86795-009-1.
- Denkmal kulinarisch. Regionale Familienrezepte und Orte des Genusses. Bonn 2009, DNB 996664203
- Architekturführer Ostfriesland. Handbuch für Kulturreisende. Bonn 2010, ISBN 978-3-86795-021-3.
- Kirchen im Dorf lassen. Erhaltung und Nutzung von Kirchen im ländlichen Raum (Konferenzband der Werkstatt-Tagung vom 7. bis 8. April 2011 in Marburg). Bonn 2011, DNB 1021587540
- Kirche leer – was dann? Neue Nutzungskonzepte für alte Kirchen (Konferenzband der Tagung vom 2. bis 4. April 2009 in Mühlhausen). Imhof, Petersberg 2011, ISBN 978-3-86568-684-8.
- Der Rheingau. Bonn 2011, ISBN 978-3-86795-035-0.
- Mainz. Bonn 2012, ISBN 978-3-86795-056-5.
- Görlitz. Auferstehung eines Denkmals. Bonn 2015, ISBN 978-3-86795-097-8.
- Streifzüge durch Ostfriesland. Mit Jeverland und Wilhelmshaven. Bonn 2016, ISBN 978-3-86795-106-7.
- Streifzüge durch das Land Luthers. Sachsen, Sachsen-Anhalt und Thüringen. Bonn 2016, ISBN 978-3-86795-123-4.
- Romanik in Sachsen-Anhalt. Bonn 2016, ISBN 978-3-86795-127-2.
- Wege zur Weihnacht. Entdeckungen in Deutschlands Denkmalen. Bonn 2016, ISBN 978-3-86795-124-1.
- Zu Gast im Denkmal. Historische Bauwerke bitten zu Tisch. Bonn 2017, ISBN 978-3-86795-134-0.
- Kulturgeschichte sehen und erkennen. Bonn 2017, ISBN 978-3-86795-133-3.
- Meine Via Regia und meine auch. Bonn 2018, ISBN 978-3-86795-131-9.
- Streifzüge zum Bauhaus und zur Architektur der 1920er Jahre. Bonn 2019, ISBN 978-3-86795-150-0.
- Streifzüge durch das Land Fontanes zu Kirchen in der Mark Brandenburg. Bonn 2019, ISBN 978-3-86795-153-1.
- Bonn – das Bundesviertel. Vom Weißen Haus am Rhein zu Bonns Neuer Mitte. Bonn 2020, ISBN 978-3-86795-157-9.
- Als der Mond noch „August“ hiess. 5. Auflage. Bonn 2020, ISBN 978-3-86795-158-6.
- Backsteinbaukunst. (Band 1–7), Bonn 2021, ISBN 978-3-86795-170-8.
- Im Museumsgarten. Künstleridylle in Pavillon und Gartenhaus. Bonn 2022, ISBN 978-3-86795-177-7.
- Karl Foerster. Der Stauden-Schöpfer. Neuauflage. Bonn 2023, ISBN 978-3-86795-190-6.
- Karl Foerster. Neue Wege – Neue Gärten. Bonn 2024, ISBN 978-3-86795-196-8.
- Die schönsten Kathedralen am Rhein. Bonn 2025, ISBN 978-3-86795-208-8.